# Idioma pirahã
El idioma pirahã (también escrito pirahá o pirahán, portugués: pirarrã, en pirahã xapaitíiso [ʔàpài̯ˈʧîːsò]) es hablado por el pueblo del mismo nombre (Hi'aiti'ihi'  en su propia lengua, "los erguidos"). Viven en Brasil, a lo largo del río Maici, uno de los afluentes del río Amazonas.
El pirahã es considerado una lengua aislada por algunos y por otros como miembro de la misma familia que el idioma mura-bohurá, y idioma yahahí (lenguas múra-pirahã), ambas ya extintas en épocas relativamente recientes. Por lo tanto, es técnicamente una lengua aislada, sin conexión con otros idiomas actuales. A pesar de tener sólo unos 150 hablantes en 2004, repartidos en ocho aldeas a lo largo de la ribera del Maici, no puede decirse que esté en riesgo inmediato de extinción, porque la comunidad pirahã es predominantemente monolingüe.
Algunos de los rasgos de la lengua son considerados peculiares o únicos, aunque existe controversia al respecto. La principal fuente de información acerca de este idioma procede de la gramática escrita por Daniel L. Everett en 1986 y los artículos que ha seguido publicando posteriormente. Los estudios realizados por el profesor Everett sobre el idioma pirahã pretendieron poner en entredicho la teoría de la gramática universal sobre el lenguaje humano de Noam Chomsky, aunque esta conclusión ha sido puesta en entredicho por el propio Chomsky.

## Historia y distribución

### Distribución geográfica
Es hablado por cazadores-recolectores nómadas a lo largo de los ríos Maici y Autazes, tributarios del río Amazonas, entre las ciudades brasileñas de Manaos y Porto Velho, en el municipio de Humaitá, perteneciente al estado de Amazonas.

### Historia
La historia conocida de los mura-pirahã es tumultuosa. Durante el siglo XVIII usaron una táctica de guerrillas con los colonizadores portugueses llegando a un acuerdo de paz en 1748, pero continuando esporádicamente con acciones contra los colonos. Las fuentes estiman que su número durante el siglo XIX pudo haber estado entre 30 000 y 40 000.
No se conoce la historia de la lengua por ser una lengua no escrita y ser además una lengua aislada, por lo que la paleontología lingüística no puede aportar muchos datos sobre su origen e historia pasada. Los hablantes ni siquiera producen dibujos, a excepción de algunas figuras de palotes muy primitivas para representar el mundo de los espíritus, que ellos dicen haber experimentado de forma directa.
Tampoco existe literatura escrita u oral. Los pirahã no poseen ni siquiera mitos de creación. Sus textos son casi siempre descripciones de experiencias inmediatas o interpretaciones de esas experiencias. Existen algunas historias sobre el pasado, pero se extienden únicamente a dos generaciones en el pasado. En general, no existe una memoria individual o colectiva más allá de las dos generaciones mencionadas.

## Descripción lingüística

### Fonología
El pirahã consta de ocho consonantes y tres vocales; es fonológicamente la lengua más simple conocida, poseyendo únicamente diez fonemas, uno menos que la lengua rotokas.
Los fonemas son:
|                   | Labial  | Alveolar | Velar   | Glotal  |
| ----------------- | ------- | -------- | ------- | ------- |
| Oclusivas sordas  | p       | t        | (k) [1] | x       |
| Oclusivas sonoras | b       |          | g       |         |
| Fricativas        |         | s[2]     |         | h       |
| Vocales           | a, i, o | a, i, o  | a, i, o | a, i, o |

[1] se cree que el sonido /k/ es un "sonido baúl" de /h/ e /i/.
[2] /s/ sólo es usado por hombres; las mujeres lo sustituyen por /h/.
Existen sin embargo muchos alófonos de estos fonemas. Por ejemplo /b/ tiene como alófonos una bilabial nasal (equivalente al español /m/) y un trino bilabial sonoro (como una /r/ bilabial).
El sonido /g/ tiene un flap doble muy inusual que sólo se encuentra en esta lengua (de acuerdo con los conocimientos actuales de lingüística).
Existen dos tonos: alto y bajo.
Los equivalentes de los fonemas en el alfabeto fonético internacional son: /p t k ʔ b g s h a i o/
La lengua usa cinco canales para su discurso: la información puede ser hablada (forma habitual), silbada, tarareada, gritada o codificada en música. Las lenguas silbadas son escasas, lo que hace del pirahã un objeto de estudio muy interesante para delimitar la importancia del tono y de la cantidad/intensidad en la comunicación oral.

### Gramática
Es una lengua aglutinante que usa muchos afijos para expresar diferentes significados. Incluso muchos verbos son afijos, sobre todo verbos de existencia o equivalencia. Por ejemplo la frase "hay una paca allí" usa únicamente dos palabras:
káixihíxao.xaagá gáihí
paca.existir/ser allí
También usa sufijos que comunican evidencialidad, una categoría gramatical que no poseen las lenguas europeas. El sufijo /-xáagahá/ significa que el hablante está completamente seguro de su información:
hoagaxóai hi páxai kaopáp.i.sai.xáagahá
H. él pez-especie pescar.EPEN.NOMIN.certeza

### Excepcionalidad del pirahã
La lengua posee algunas características que la hacen única:
- Además de no poseer número gramatical, es una de las pocas lenguas donde no existen ni los numerales ni el concepto de contar (existen otros casos entre las lenguas aborígenes de Australia, como el warlpiri).[cita requerida] Sólo existen dos conceptos de cantidad  que pueden traducirse como "poco/pequeño" y "mucho/grande", aunque Peter Gordon realizó pruebas gramaticales que le llevaron a pensar que esas palabras designaban los números uno y dos. Daniel L. Everett descubrió la confusión y afirma que no existe el número gramatical: no hay distinción entre singular y plural. Se distingue poco entre número (objetos contables) y cantidad (objetos incontables) y es imposible distinguir entre, por ejemplo, "un pez grande" y "muchos peces pequeños". La gente misma no conoce el concepto de contar. Sólo usan medidas aproximadas y en pruebas son incapaces de distinguir con exactitud entre un grupo de cuatro objetos y otro colocado de manera similar de cinco objetos. Cuando se les pide que dupliquen un grupo de objetos, duplican el número correcto de objetos en media, pero casi nunca aciertan el número exacto a la primera.

Debido a la preocupación (fundada) de que estaban siendo engañados en el comercio, los pirahã pidieron a un lingüista que los estaba estudiando que les enseñara unas nociones básicas de matemáticas. Después de ocho meses de estudio diario, entusiasta pero infructuoso, se suspendieron las lecciones.
- Es la única lengua conocida sin palabras para expresar los colores; aunque este punto todavía es discutido.
- Es la única lengua conocida que no posee estructuras recursivas. No es posible empotrar una frase en otra o un sintagma nominal dentro de otro. La complejidad que se puede expresar, a pesar de ser muy grande, es limitada. Por ejemplo, es posible indicar propiedad de un objeto mencionado como "el hijo de Juan", pero no se puede indicar dos niveles de posesión como "la hija del hijo de Juan".
- Posee el sistema pronominal más simple conocido y existen evidencias de que todo el sistema ha sido tomado de otra lengua.
- No existe forma de pasado.
- Posee el sistema de parentescos más simple que ha sido documentado.

Parece que no tienen en cuenta parentescos que vayan más allá de los hermanos biológicos. La endogamia es muy común.
- No existen términos de cuantificación, como por ejemplo, "todo/s", "cada", "alguno/s", "mucho/s", etc.

### Vocabulario
Tiene pocos préstamos y estos han sido tomados principalmente del portugués. La palabra "kóópo" ("copa") proviene del portugués "copo" y "bikagogia" ("comercio") proviene del portugués "mercadoria".

## Ejemplos
| Pirahã | Español |
| ʔakí, ʔakí ti kagáíhiaí kagi abáipí koái gaí sibaibiababáopiiá gaí sibaibiababáopiiá ʔi kagi abáipísigíai gaí sii ʔísapikobáobiíhaí | Aquí el jaguar atacó a mi perro. Allí el jaguar saltó sobre mi perro y el perro murió, ocurrió respetándolo. Allí el jaguar mató a mi perro saltando sobre él. Respetándolo, el jaguar saltó sobre el perro, creo que lo vi. |

Texto "Matando a la pantera" (Recogido, traducido, analizado y transcrito por Daniel L. Everett)